# Michael Maize
 (mai 2019).
Michael Maize, né Michael Meyer le 1er décembre 1974, est un acteur américain de télévision et de cinéma, probablement le mieux connu pour son rôle de Daniel dans le film Benjamin Gates et le Livre des secrets. 

## Biographie
Né et élevé à Milwaukee dans le Wisconsin, Michael Maize fréquente le lycée Pie-XI avant de recevoir un bachelor en beaux-arts de comédie musicale. Après avoir obtenu son diplôme, il déménage à Los Angeles où il  commence à travailler dans la publicité télévisée avant de lancer sa carrière dans le cinéma et la télévision. 

## Filmographie
- The Jamie Foxx Show (1997) - Orderly
- Fame L.A. (1998) - Magician
- Power Rangers : Dans l'espace (Power Rangers in Space) (1998, série télévisée) - Psycho Black / Psycho Black Human Form (voix)
- The '60s (1999) - Leather Hat
- Power Rangers : L'Autre Galaxie (Power Rangers Lost Galaxy) (1999, série télévisée) - Psycho Black (voix)
- More Dogs Than Bones (2000) - Eugene
- King of the Korner (2000) - Bartender
- NCIS : Enquêtes spéciales (NCIS) (2003) - Security Guard
- Angel (2003) - Artode
- It's All Relative (2004) - Wig Man
- Urgences (ER) (2004) - James
- Charmed (2005) - Zyke
- Les Experts : Manhattan (CSI: NY) (2005) - Jake Lydell
- Numbers  (2005) - Wallace 'Demento' Gordon
- The Valley of Light (2007) - Lean Man
- Raines (2007) - Dexter / Skeezy guy
- Final Approach  (2007) - Lyons
- Benjamin Gates et le Livre des secrets (2007) - Daniel
- L'Œil du mal (Eagle Eye) (2008) - sergent-chef
- Gary's Walk (2009) - Rule
- FBI : Portés disparus (Without a Trace) (2009) - Donny
- Dark Blue : Unité infiltrée (2009) - Coleman, crew member
- The Grind (2010) - Thorwald
- Youthful Journeys of the World (2011) - Ryan the Band's Manager
- Super Hero Family (No Ordinary Family) (2011) - Ben
- The Casserole Club (2011) - Max Beedum
- The Pyrex Glitch (2012) - Detective
- Grimm (2012) - Adrian Zayne
- Saving Lincoln (2012) - Billy Herndon
- True Blood (2013) - Smarmy Guard
- Kiss Me, Kill Me (en) (2015) - Albert
- Mr. Robot (2016) - Lone Star
- Iron Fist (2017) - Dink
- Gotham (2017) - Grady Harris
- Une famille en morceaux (2017) - Mr. North
- Happy! (2017-present) - Le Dic
- You (2018) - Officer Nico
- Red Dead Redemption II (2018) - Skinners (voix)